# CYTH2
CYTH2 (англ. Cytohesin 2) – білок, який кодується однойменним геном, розташованим у людей на короткому плечі 19-ї хромосоми. Довжина поліпептидного ланцюга білка становить 400 амінокислот, а молекулярна маса — 46 546.
| 10         |  | 20         |  | 30         |  | 40         |  | 50         |
| ---------- |  | ---------- |  | ---------- |  | ---------- |  | ---------- |
| MEDGVYEPPD |  | LTPEERMELE |  | NIRRRKQELL |  | VEIQRLREEL |  | SEAMSEVEGL |
| EANEGSKTLQ |  | RNRKMAMGRK |  | KFNMDPKKGI |  | QFLVENELLQ |  | NTPEEIARFL |
| YKGEGLNKTA |  | IGDYLGEREE |  | LNLAVLHAFV |  | DLHEFTDLNL |  | VQALRQFLWS |
| FRLPGEAQKI |  | DRMMEAFAQR |  | YCLCNPGVFQ |  | STDTCYVLSF |  | AVIMLNTSLH |
| NPNVRDKPGL |  | ERFVAMNRGI |  | NEGGDLPEEL |  | LRNLYDSIRN |  | EPFKIPEDDG |
| NDLTHTFFNP |  | DREGWLLKLG |  | GGRVKTWKRR |  | WFILTDNCLY |  | YFEYTTDKEP |
| RGIIPLENLS |  | IREVDDPRKP |  | NCFELYIPNN |  | KGQLIKACKT |  | EADGRVVEGN |
| HMVYRISAPT |  | QEEKDEWIKS |  | IQAAVSVDPF |  | YEMLAARKKR |  | ISVKKKQEQP |
|            |  |            |  |            |  |            |  |            |

A: Аланін

C: Цистеїн

D: Аспарагінова кислота

E: Глутамінова кислота

F: Фенілаланін

G: Гліцин

H: Гістидин

I: Ізолейцин

K: Лізин

L: Лейцин

M: Метіонін

N: Аспарагін

P: Пролін

Q: Глутамін

R: Аргінін

S: Серин

T: Треонін

V: Валін

W: Триптофан

Задіяний у такому біологічному процесі, як альтернативний сплайсинг. 
Білок має сайт для зв'язування з ліпідами. 
Локалізований у клітинній мембрані, цитоплазмі, мембрані, клітинних відростках.